# 연천군 (선거구)
연천군은 대한민국의 옛 국회의원 선거구이다. 당시 경기도 연천군 지역을 관할했다.

## 역사
1954년 11월, 수복지구의 행정권이 회복되면서 연천군 지역의 행정권이 회복되었다. 이에 제4대 국회의원 선거를 앞두고 연천군 전 지역을 관할하는 선거구로 신설되었다.
제6대 국회의원 선거를 앞두고 포천군, 가평군 선거구와 통합되어 포천군·가평군·연천군 선거구를 이루게 되면서 폐지되었다.

## 역대 국회의원
| 선거   | 정당 | 정당   | 의원   |
| ------ | ---- | ------ | ------ |
| 1958년 |      | 자유당 | 이익흥 |
| 1960년 |      | 민주당 | 허혁   |

## 역대 선거 결과

### 대한민국 제4대 국회의원 선거
|  | 60.28% |

|  | 31.25% |

|  | 8.46% |

|  | 0% |

### 대한민국 제5대 국회의원 선거
|  | 52.63% |

|  | 14.90% |

|  | 13.61% |

|  | 9.84% |

|  | 6.27% |

|  | 2.72% |